# 목베개

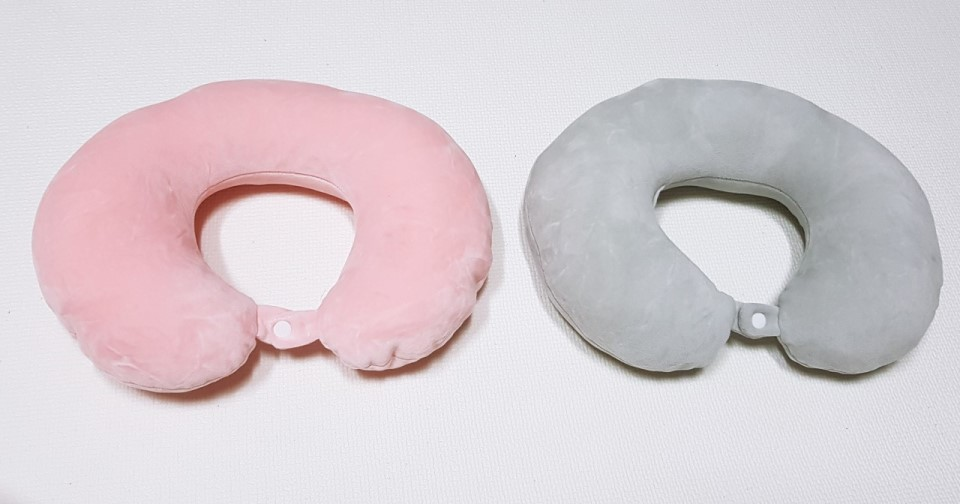
목베개의 모습

목베개는 베개를 바꿔서 만든 것이다. 목베개는 목을 편하게 만들어줘서 목이 편안하다. 목베개는 여러 가지 색이나 캐릭터를 넣어 상업용으로 판매되고 있다. 목베게를 사용하면 편하게 잠을 잘 수 있어 편하다.